# Бальтасар Ідальго де Сіснерос
Бальтасар Ідальго де Сіснерос де ла Торре (ісп. Baltasar Hidalgo de Cisneros de la Torre; 6 січня 1756, Картахена, Іспанія — 9 червня 1829, там само) — іспанський військово-морський офіцер, віце-король Ріо-де-ла-Плати.

## Життєпис
Народився 1756 року в Картахені, його батьками були лейтенант іспанського Королівського флоту Франсіско Ідальго де Сіснерос-і-Сейхас і Мануела де ла Торре-і-Галіндо де Еспіноса. 1770 року пішов на флот, плавав біля берегів Африки й Америки, брав участь у військових діях проти Алжиру. 1795 року став командиром корабля «Сан-Пабло» і в цій ролі брав участь у англо-іспанській війні. 1803 року поставлений на чолі Картахенського арсеналу. 1805 року брав участь у Трафальгарській битві як командир корабля «Сантісіма-Тринідад», через отриману в бою контузію до кінця життя був частково глухим. 1808 року бився проти вторгнення в Іспанію Наполеона.
1809 року був призначений на посаду віцекороля Ріо-де-ла-Плати. У червні він прибув до Монтевідео, маючи інструкції розпустити хунту Монтевідео, звільнити змовників (які 1 січня 1809 року спробували підняти заколот проти віце-короля Ліньєрса) і направити Ліньєрса в Іспанію. Сіснеросу вдалося взяти владу в Монтевідео і розігнати місцеву хунту, але в'їжджати в Буенос-Айрес він не поспішав. 26 червня в Колонії відбулася зустріч двох віцекоролів. 30 червня Сіснерос в'їхав до столиці віцекоролівства, де Ліньєрс продовжував бути популярним. У цій ситуації було неможливо ні звільнити бунтівників, ні відправити Ліньєрса в метрополію, і Ліньєрс поїхав до Кордови.
У травні 1810 року Південної Америки досягли звістки про падіння Севільської хунти. 10 травня 1810 року внаслідок Травневої революції Сіснероса змістили з поста. Безсилий щось зробити, він написав про те, що відбувається в Кордову колишньому віцекоролю Ліньєрсу, довіривши йому всі справи. Сам він формально став звичайним жителем Буенос-Айреса. Через деякий час керівна хунта вислала його на Канарські острови під приводом того, що його життю загрожує небезпека.
В Іспанії він постав перед судом, однак до його діяльності як віцекороля не знайшлося ніяких претензій, і його виправдали та зробили генерал-капітаном Кадіса. Після повстання в Іспанії був ув'язнений, а після повернення до влади короля Фердинанда — звільнений і 1823 року призначений генерал-капітаном Картахени.